# Academy Museum of Motion Pictures
L'Academy Museum of Motion Pictures è un museo situato a Los Angeles in California.

## Contesto e descrizione
Il museo è dedicato alla storia, alla scienza e all'impatto culturale dell'industria cinematografica. È il primo museo del genere negli Stati Uniti.
Il museo è allestito nello storico edificio della May Company, ribattezzato Saban Building, situato all'angolo tra Wilshire e Fairfax lungo il Museum Mile di Los Angeles. La struttura è stata progettata dall'architetto italiano Renzo Piano.
Inizialmente doveva essere inaugurato nel 2020, ma a causa della pandemia di COVID-19, l'apertura è stata più volte ritardata e rimandata. Il museo è stato inaugurato a una ristretta platea di visitatori il 25 settembre 2021, per poi essere aperto ufficialmente al pubblico il 30 settembre.